# Nghi Xá
Nghi Xá là một xã thuộc huyện Nghi Lộc, tỉnh Nghệ An, Việt Nam.
Xã có diện tích 6,31 km², dân số năm 1999 là 4.449 người, mật độ dân số đạt 705 người/km².